# Ольтен (Франция)
Ольте́н (фр. Oltingue) — коммуна на северо-востоке Франции в регионе Гранд-Эст (бывший Эльзас — Шампань — Арденны — Лотарингия), департамент Верхний Рейн, округ Альткирш, кантон Альткирш. До марта 2015 года коммуна административно входила в состав упразднённого кантона Феррет (округ Альткирш).
Площадь коммуны — 13,42 км², население — 739 человек (2006) с тенденцией к стабилизации: 733 человека (2012), плотность населения — 54,6 чел/км².

## Население
Численность населения коммуны в 2011 году составляла 737 человек, а в 2012 году — 733 человека.
| 1962 | 1968 | 1975 | 1982 | 1990 | 1999 | 2006 | 2008 | 2011 | 2012 |
| ---- | ---- | ---- | ---- | ---- | ---- | ---- | ---- | ---- | ---- |
| 651  | 657  | 719  | 728  | 711  | 765  | 739  | 732  | 737  | 733  |

Динамика населения:

## Экономика
В 2010 году из 480 человек трудоспособного возраста (от 15 до 64 лет) 359 были экономически активными, 121 — неактивными (показатель активности 74,8 %, в 1999 году — 72,7 %). Из 359 активных трудоспособных жителей работали 336 человек (194 мужчины и 142 женщины), 23 числились безработными (12 мужчин и 11 женщин). Среди 121 трудоспособных неактивных граждан 35 были учениками либо студентами, 36 — пенсионерами, а ещё 50 — были неактивны в силу других причин.
На протяжении 2011 года в коммуне числилось 290 облагаемых налогом домохозяйств, в которых проживало 694 человека. При этом медиана доходов составила 30738 евро на одного налогоплательщика.

## Достопримечательности (фотогалерея)
- Церковь Сен-Мартен-де-Шам
- Церковь Сен-Мартен